# 릭스몰
릭스몰(노르웨이어: Riksmål IPA: [ˈrɪ̀ksmoːɫ]; 영어: /ˈriːksmɔːl/, US: /ˈrɪk-/, 뜻은 나라 말)은 비공식적인 노르웨이어의 문자 언어 형태 또는 철자 표준으로, 국가 언어라는 의미이며, Moderat Bokmål로 알려진 주요 형태의 보크몰(Bokmål)과 밀접한 관련이 있으며 현재는 거의 동일하다.

## 같이 보기
- 노르웨이어

- 보크몰
- 뉘노르스크
- 회위노르스크

- 코노트 아일랜드어
- 듀오링고